# Nazionale maschile B di calcio della Francia
La Nazionale B di calcio della Francia (chiamata anche Équipe de France de football A') è la seconda squadra della nazionale di calcio francese che occasionalmente funge da supporto e sviluppo per la prima squadra. Nel tempo, la formazione ha affrontato le squadre di altre nazioni e giocato partite contro altre formazioni B delle rispettive nazionali. La selezione è sotto l'egida della FFF (federazione francese di calcio), e per le sue partite può utilizzare tutti gli atleti convocabili dalla Nazionale maggiore; solitamente è composta da giocatori che in passato hanno giocato con le Nazionali giovanili francesi ma che ancora non sono stati convocati dalla Nazionale, e che mediante tali partite possono acquisire esperienza in campo internazionale in vista di eventuali possibili convocazioni in Nazionale.

## Storia

### L'esordio
La prima partita nella storia della Francia B è stata giocata il 15 ottobre 1922 in Lussemburgo, contro la Nazionale maggiore locale, che si impose sui Bleus con il punteggio di 2-1.

### Dagli anni '20 agli anni '60: amichevoli e Giochi del Mediterraneo
Per circa un quarantennio la Nazionale B continuò a giocare numerose partite amichevoli, sia contro Nazionali maggiori che contro altre Nazionali B, oltre che con varie selezioni regionali.

### Dal 1967 al 1982
A partire dal 1967, per circa quattro anni la Nazionale B rimase inattiva, fino al 10 ottobre 1971, quando giocò un'amichevole (persa per 1-0) contro la Nazionale maggiore del Lussemburgo; da questa data, per circa un decennio la selezione tornò ad essere utilizzata, anche se in modo molto minore rispetto agli anni precedenti, dal momento che disputò una sola partita all'anno, fino al 1982, anno in cui venne nuovamente accantonata.

### Anni recenti
Dal 1988 al 2001 è tornata in auge, disputando una grande quantità di partite amichevoli, soprattutto prima di grandi manifestazioni internazionali; le ultime apparizioni di questa Nazionale risalgono al giugno 2008, quando Domenech (commissario tecnico della Nazionale francese) in vista degli Europei diede nuovo impulso a questa selezione, utilizzandola in due partite amichevoli contro la Repubblica Democratica del Congo ed il Mali.